# Luciemøllen
Luciemøllen også Lavendelstrædes Mølle, i bramfri tale Lussemøllen, i København var en af de mange stubmøller der gennem et par hundrede år stod på voldanlægets på bastioner rundt om hele København som byens vartegn. På Københavns volde var der i 1782 18 fungerende møller, men de blev nedlagt løbende i 1800-tallet. Luciemøllen, som var i brug fra 1669, stod på Vestervold og Gyldenløves Bastion for enden af Lavendelstræde, der hvor Københavns Rådhus ligger i dag. I 1709 omtales mølleren Peter Hansen ved Vesterport (sandsynligvis mølleren i Luciemøllen) og i 1778 brændte Luciemølle men blev genopbygget.
Møllen er fra cirka 1700 kendt under navnet Luciemøllen, angiveligt efter en kvindelig selvmorder, der fandt døden i nærheden.
De fleste stubmøller havde, som Luciemøllen, et beskyttende rundt skur om stubben, der gik op i et spidst tag ind under møllehuset. Herved fik man også yderligere lidt lagerplads under møllehuset. Dette ses på billeder af Luciemøllen.
Efter voldenes sløjfning, hvor de blev opgivet i 1857 og påbegyndt fjernet i 1872, blev Luciemøllen nedtaget 1887 og flyttet til Kongens Enghave i 1888. På området hvor Luciemøllen lå opførtes en stor udstillingsbygning til Den Nordiske Industri-, Landbrugs- og Kunstudstilling i Kjøbenhavn 1888, inden man i 1890'erne rev denne og begyndte at rejse det nye rådhus.
I Kongens Enghave blev Luciemøllen brugt af hjemløse som overnatningssted indtil Sankthans 1914 hvor nogle personer besluttede at lave et Sankthans bål ved at antænde den. Den nedbrændte til grunden. Stubmøllevej i Valby minder endnu om dens eksistens. Møllen lå på Stubmøllevej 22, hvor den nedbrændte mølle stod kommer Ejerforeningen Ellebjerg til at ligge fra 1939. Nu er der en lægekonsultation.
Kastellets gamle stubmølle var en meget lig og lidt mindre udgave af Luciemøllen.